# لارستان کهن و فرهنگ لارستانی
لارستان کهن و فرهنگ لارستانی عنوان کتابی است به زبان فارسی از احمد اقتداری، ایران‌شناس و پژوهشگر تاریخ و جغرافیای مناطق جنوبی ایران. این کتاب در سال ۱۳۷۱ منتشر شده‌است و نسخه‌ای است ادغام‌شده در یک مجلد از دو کتاب اول نویسنده با نام‌های فرهنگ لارستانی در موضوع زبان‌شناسی و لارستان کهن در موضوع جغرافیای تاریخی که پیش‌تر در سال ۱۳۳۴ انتشار یافته بودند. این کتاب را انتشارات جهان معاصر در ۶۰۳ صفحه منتشر کرده‌است.
کتاب لارستان کهن سعی در گردآوری نوشته‌هایی داشته‌است که در سده‌های گذشته دربارهٔ لارستان گزارش داده‌اند. از آن روست که بیشتر حجم آن را نقل نوشته‌هایی از کتاب‌های تاریخی قدیم چون سفرنامهٔ ابن بطوطه و نزهةالقلوب حمدالله مستوفی و نیز آثار شرق‌شناسان خارجی چون ولادیمیر مینورسکی، تشکیل می‌دهند. با این حال نوشته‌هایی دربارهٔ آبادی‌های آن زمان لارستان و شاعران و نویسندگان قدیم آن منطقه، از جمله مهم‌ترین بخش‌هایی است که خود اقتداری آن‌ها را نگاشته و در کتابش درج کرده‌است. اقتداری در فرهنگ لارستانی به نشر واژه‌نامه‌ای از کلمات لارستانی اقدام کرده‌است و نکاتی نیز در موضوع دستور این زبان نوشته‌است. این کتاب در واقع نخستین پژوهشی است که به زبان فارسی در این حوزه انجام شده‌است. در نسخهٔ ادغام‌شدهٔ این دو کتاب علاوه بر بازنشر متن کامل آن‌ها، مقاله‌های دیگری هم که پس از انتشار آن‌ها تألیف شده، چاپ شده‌است که برخی از آن مقاله‌ها نوشتهٔ شرق‌شناسان خارجی و برخی دیگر نوشتهٔ خود اقتداری است.
سید صادق سجادی لارستان کهن را یکی از اولین آثاری می‌داند که می‌تواند عنوان «تاریخ محلی» به خود بگیرد. از سوی دیگر اما سید محمدکاظم صحبت‌زاده معتقد است این کتاب دارای دقت تاریخی بالایی نیست و ارجاعات ناقص و عدم ضبط دقیق تلفظ واژگان در این کتاب، موجب دشواری کار پژوهشگران می‌شود. او ارزش کتاب اقتداری را در پیشگامی آن در طرح موضوع برمی‌شمرد. در باب فرهنگ لارستانی، ابراهیم پورداوود آن را کتابی مهم برای تحقیقات زبان‌شناسی دانسته‌است. محمدباقر وثوقی نیز این کتاب را کامل‌ترین واژه‌نامه‌ای توصیف کرده‌است که در حوزهٔ زبان لارستانی منتشر شده‌است. فرهنگ لارستانی مبنای بسیاری از تحقیقات بعدی در این حوزه قرار گرفت و زبان‌شناسان روسی، آلمانی، فرانسوی و ژاپنی به آن استناد کردند.

## زمینه
نوشتن از تاریخ منطقهٔ فارس در دوران پس از قرن ششم هجری قمری و نگارش فارس‌نامه توسط ابن بلخی، به صورت نامنظم انجام شده‌است که شیرازنامه و تاریخ وصاف از آن جمله‌اند. عبدالرسول خیراندیش کمبود منابع در خصوص گرمسیرات فارس را بیشتر از دیگر نقاط آن دانسته و علت آن را در گرمای شدید و مردمان جنگجو می‌بیند که باعث شده‌است آثار و اخبار مردم آن منطقه در منابع تاریخی منعکس نشوند. در دوران ناصرالدین‌شاه قاجار، تاریخ‌نویسی فارس دوباره رونق گرفت و به نگارش کتاب‌هایی توسط محمدجعفر خورموجی، حسن حسینی فسایی و فرصت‌الدولهٔ شیرازی انجامید. این کار در قرن معاصر باز هم گسترش یافت و زمینه‌های آن متنوع‌تر شد. ایرج افشار تاریخ‌نویسانی که در این دوره به منطقهٔ فارس پرداخته‌اند را به سه نسل تقسیم می‌کند و محمدعلی‌خان سدیدالسلطنه را نخستین کسی می‌داند که با نگرشی علمی‌تر، به ثبت وقایع مناطق اطرافش پرداخته‌است. نسل دوم این تاریخ‌نویسان کسانی چون احمد فرامرزی، محمدحسین رکن‌زادهٔ آدمیت و محمدامین خنجی را شامل می‌شود که آثاری در این زمینه پدید آورده‌اند. افشار برای نسل سوم این تاریخ‌نویسان، نام‌هایی چون محمد بهمن‌بیگی، جلال طوفان و علی‌مراد فراشبندی را برشمرده و احمد اقتداری را از پیشگامان این نسل دانسته‌است که توانست با نگارش کتاب‌های فرهنگ لارستانی و لارستان کهن، خود را مطرح کند. اقتداری فرهنگ لارستانی را تحت تأثیر فعالیت‌های ابراهیم پورداوود نوشته‌است. پورداوود در آن دوران علاقه‌مندان را به گردآوری واژه‌های محلی ترغیب می‌کرد که نتیجهٔ آن انتشار کتاب‌های فرهنگ گیلکی توسط منوچهر ستوده، فرهنگ بهدینان توسط جمشیدسروش سروشیان و فرهنگ لارستانی توسط احمد اقتداری بود. در سال‌های دههٔ سی شمسی نمونه‌های کمی از بحث دربارهٔ فرهنگ مردم در استان فارس وجود داشت و تلاش اقتداری زمینه‌ساز نگارش و انتشار آثاری دیگر در زمینه‌های مختلف فرهنگی فارس، به خصوص با موضوع موسیقی‌های محلی و فولکلور شد.

## نویسنده

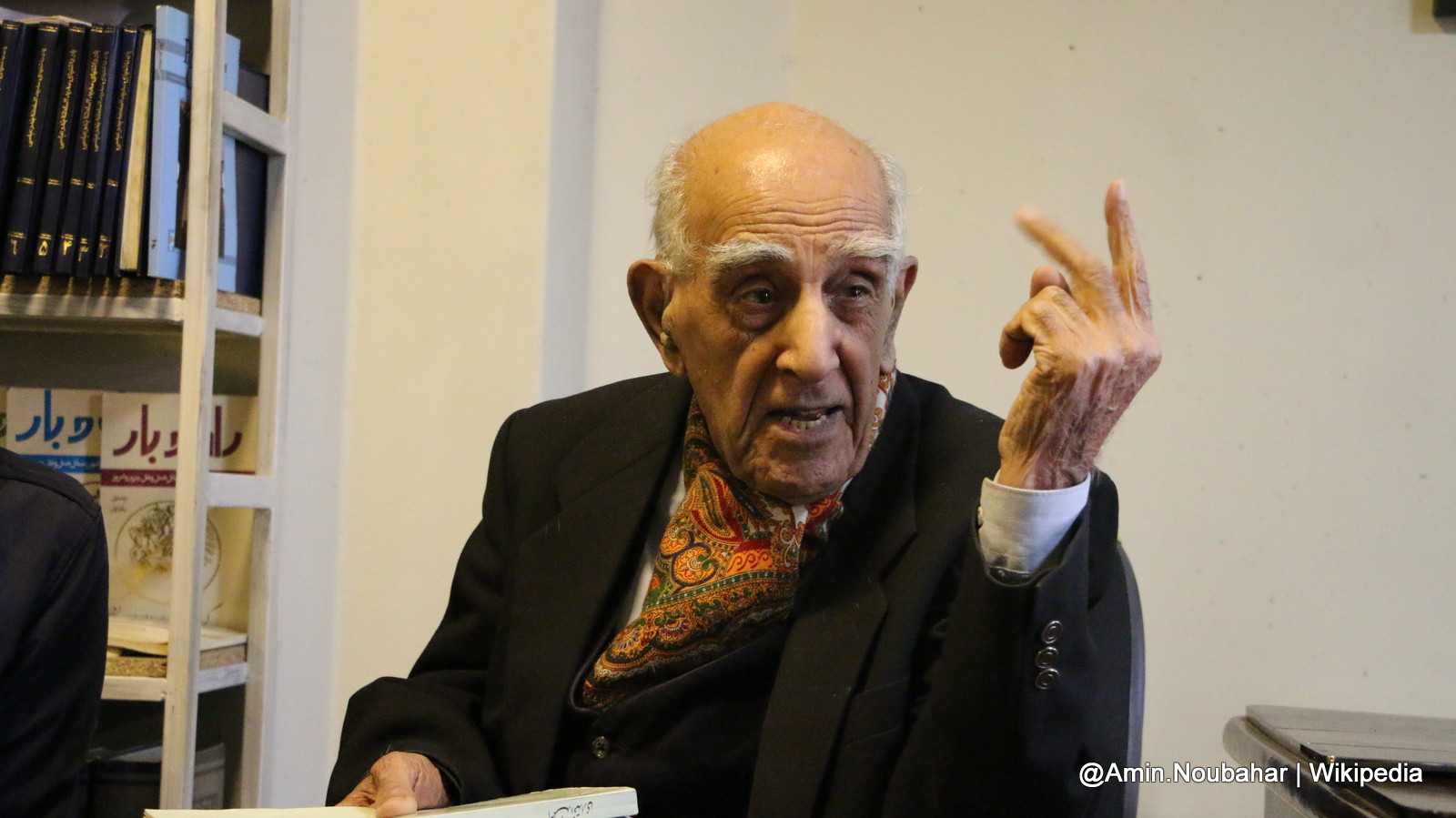
احمد اقتداری در سال ۱۳۹۵

احمد اقتداری (۳ خرداد ۱۳۰۴ – ۲۷ فروردین ۱۳۹۸) ایران‌شناس، پژوهشگر خلیج فارس و جغرافیای تاریخی و فرهنگی مناطق جنوبی ایران و استاد دانشگاه ایرانی بود. او از خاندان دَهباشی گراشی بود که حاکمیت لارستان را در دوران قاجار در اختیار داشتند. اقتداری منصب‌هایی چون ریاست ادارهٔ فرهنگ لارستان و شهرداری لار را در جوانی بر عهده داشت. همچنین سابقهٔ نامزدی برای نمایندگی مجلس شورای ملی از حوزهٔ لارستان، تدریس در دانشگاه تهران و ریاست دفتر مطالعات خلیج فارس در مرکز دائرةالمعارف بزرگ اسلامی از دیگر سِمَت‌هایی است که در زندگی‌نامهٔ اقتداری به چشم می‌خورد. عمدهٔ شهرت اقتداری به علت پژوهش در حوزهٔ خلیج فارس است و به همین علت به «پدر مطالعات خلیج فارس» مشهور است. اقتداری ده‌ها کتاب و صدها مقاله نگارش و منتشر کرده‌است. او در آثارش به موضوعات گسترده‌ای در زمینه‌های مختلف ایران‌شناسی می‌پردازد. کتاب خلیج فارس از دیرباز تا کنون به قلم اقتداری، جایزهٔ ویژهٔ یونسکو در ایران را به خود اختصاص داده و کتاب تاریخ مسقط و عمان، بحرین و قطر و روابط آن‌ها با ایران نیز مورد تقدیر قرار گرفته‌است. تحقیقات اقتداری در حوزهٔ زبان‌شناسی پس از انتشار دو کتاب فرهنگ لارستانی و لارستان کهن هم ادامه داشته و منجر به تألیف مقاله‌هایی شده‌است. او برخی از آن‌ها را با نام‌های «مَثَل‌های لارستانی»، «زبان‌های محلی و فولکلور خلیج فارس»، «لهجهٔ فیشوری» و غیره در کتاب کِشتهٔ خویش که پنجاه عنوان از مقاله‌هایش را شامل می‌شود، در سال ۱۳۵۷ چاپ کرده‌است. همچنین در سال ۱۳۸۴ مجموعه‌ای دیگر از مقاله‌های او توسط صادق رحمانی گردآوری شد و با نام زبان لارستانی انتشار یافت. علاوه بر این، اقتداری آثاری چاپ‌نشده در حوزهٔ تاریخ محلی لارستان دارد که وقایع انقلاب مشروطیت در لارستان و تصوف در سواحل خلیج فارس و شاعران منطقه از آن جمله‌اند.

## نگارش و انتشار
کتاب لارستان کهن و فرهنگ لارستانی در اصل چاپ دوم و نسخه‌ای ادغام‌شده در یک مجلد از دو کتاب اول احمد اقتداری با نام‌های فرهنگ لارستانی و لارستان کهن است. اقتداری از حدود سال ۱۳۱۶ به کار جمع‌آوری واژگان زبان لارستانی مشغول شد. او پژوهش‌هایش را غالباً در دههٔ بیست و در قالب یادداشت‌هایی به انجام رسانده بود و در فاصلهٔ سال‌های ۱۳۲۸ تا ۱۳۳۲، آن‌ها را گردآوری و مرتب می‌کرد. او به گفتهٔ خودش آن یادداشت‌ها را در سال ۱۳۳۲ ویراستاری کرده و آمادهٔ چاپ نمود، اما از پس هزینهٔ چاپ آن‌ها برنمی‌آمد. به همین دلیل تصمیم به انتشار قبض‌های پیش‌فروش کتاب‌ها گرفت. او قیمت کتاب فرهنگ لارستانی را هشت تومان و لارستان کهن را چهار تومان تعیین کرد و قبض‌های پیش‌فروش را به لارستان فرستاد تا میزان استقبال مخاطبانش را بسنجد. کتاب‌ها در لارستان مورد استقبال قرار گرفت و حدود ۲٬۰۰۰ نسخه پیش‌خرید شد و اقتداری توانست با پول حاصل از این کار، کتاب‌هایش را به چاپ برساند. چاپ فرهنگ لارستانی در مراحل پایانی بود که اقتداری به پیشنهاد ایرج افشار، کتاب را به ابراهیم پورداوود ارائه کرد و او نیز مقدمه‌ای بر آن نوشت. کتاب فرهنگ لارستانی نخستین بار در مهر ۱۳۳۴ در چاپخانهٔ رنگین تهران چاپ شد و با شمارگان ۱٬۰۰۰ نسخه منتشر گردید. این کتاب اولین محصول انتشارات فرهنگ ایران‌زمین، وابسته به مجلهٔ فرهنگ ایران‌زمین لقب گرفت. روی جلد آن طرحی از شیر در کتیبه‌های تخت جمشید نقش بسته‌است که نماد انتشارات فرهنگ ایران‌زمین بود. لارستان کهن نیز در آذر ۱۳۳۴ در چاپخانهٔ رنگین تهران چاپ شد و به هزینهٔ مؤلف انتشار یافت. شمار صفحات فرهنگ لارستانی ۲۹۶ صفحه و لارستان کهن ۲۲۱ صفحه بود. تدوین لارستان کهن و فرهنگ لارستانی در مرداد ۱۳۷۰ به پایان رسیده‌است و انتشارات جهان معاصر آن را به سال ۱۳۷۱ در تهران منتشر کرده‌است. این کتاب در قطع وزیری منتشر شده‌است و ۶۰۳ صفحه دارد. قیمت کتاب در زمان انتشار ۶٬۰۰۰ ریال بوده‌است.

## درون‌مایه
اقتداری در لارستان کهن و فرهنگ لارستانی چندین مقاله از خود و دیگران را که با موضوع زبان لارستانی و گویش‌های مختلف آن منتشر شده‌است، افزوده‌است. او ابتدا مقدمه‌ای که خود بر چاپ دوم کتابش نوشته‌است را درج کرده و پس از آن، مقاله‌ای از ژان اوبن، شرق‌شناس فرانسوی، با نام «مراجع مطالعاتی دربارهٔ لار در قرون وسطی» را به کتاب افزوده‌است. این مقاله در پی سفر اوبن و اقتداری به لار در سال ۱۳۲۷ نوشته شده و نخستین بار در سال ۱۳۳۵ در مجلهٔ ژورنال آزیاتیک چاپ شده‌است. «لغات تازه‌یاب»، «مَثَل‌های لارستانی» و «زبان‌های جنوب شرقی ایران: لارستانی، کومزاری، بشکردی» عنوان برخی دیگر از مقاله‌هایی است که اقتداری آن‌ها را پس از سال ۱۳۳۴ و انتشار دو کتابش نوشته‌است و آن‌ها را در ویراست دوم به لارستان کهن و فرهنگ لارستانی افزوده‌است.

### کتاب اول: لارستان کهن
کتاب لارستان کهن با زیرعنوان تحقیقی دربارهٔ لارستان قدیم نخستین اثری است که تلاش می‌کند لار را از لابلای نوشته‌های پیشین، معرفی کند. این کتاب در واقع تحقیقی است دربارهٔ چگونگی ظهور لارستان در عرصهٔ تاریخ و از زمان مهاجرت آریایی‌ها به فلات ایران به این سو را در زمینه‌های فرهنگی، تاریخی و جغرافیایی، بر اساس کتاب‌های جغرافیایی و اسناد تاریخی مورد بحث قرار داده‌است. اقتداری در ابتدا مقدمه‌ای که خود بر لارستان کهن نوشته‌است را ذکر کرده که در آن، مشخصات و مطالب کتاب و نیز هدف خود از نگارش کتاب را شرح می‌دهد. در صفحات ابتدایی این کتاب نام خریداران قبض‌های پیش‌فروش دو کتاب اقتداری درج شده‌است. نویسنده در نخستین بخش این کتاب، به معرفی روستاها و آبادی‌های لارستان می‌پردازد که برای آن از دو منبع جلد هفتم فرهنگ جغرافیایی ستاد ارتش و نیز اسامی دهات کشور، چاپ وزارت کشور استفاده کرده‌است. با این حال، اقتداری به این دو اثر نقدهایی هم وارد می‌کند و آن‌ها را به خصوص در ضبط تلفظ نام‌ها، دارای نقص می‌بیند. دومین بخش کتاب، «تحقیقات دربارهٔ تاریخ و جغرافیای تاریخی لارستان» نام دارد. این بخش با ترجمهٔ مدخل «لار» در دانشنامهٔ اسلام لیدن که ولادیمیر مینورسکی آن را نوشته‌است، آغاز می‌شود. این متن بر مبنای سفرنامهٔ ابن بطوطه، تاریخ جهان‌آرا نوشتهٔ قاضی احمد غفاری و چند کتاب دیگر نوشته شده‌است. در ادامه، مباحثی در چگونگی تغییر شکل واژهٔ لار، موقعیت جغرافیایی شهر «خوجران» و نام کنونی آن آمده‌است. سپس اقتداری حاشیه‌هایی بر مقالهٔ مینورسکی نوشته‌است. پس از آن ترجمهٔ مدخل «لارین» در دانشنامهٔ اسلام لیدن آمده‌است که نوشتهٔ جان آلان، سکه‌شناس بریتانیایی، می‌باشد. مقالهٔ بعدی، ترجمه‌ای است از مقاله‌ای به زبان روسی نوشتهٔ الکساندر روماسکویچ، ایران‌شناس روس، با عنوان «لار و لهجهٔ لاری» که حاصل مطالعات نویسنده در سال ۱۹۱۴ میلادی است و نخستین بار در ۱۹۴۲ به چاپ رسیده‌است. این مقاله به توصیف وضعیت آب‌وهوایی و جغرافیای طبیعی منطقهٔ لارستان پرداخته‌است. اشتباهاتی هم در این مقاله وجود دارد که اقتداری به تصحیح آن‌ها در پانویس اقدام کرده‌است. توصیف ابن بطوطه از لار و خنج در سفرنامه‌اش، بخش دیگر لارستان کهن را تشکیل می‌دهد. در بخش‌های بعدی، فهرست‌هایی از حاکمان لارستان در دوره‌های مختلف، بر اساس گزارش قاضی احمد غفاری در تاریخ جهان‌آرا ارائه شده‌است. گزارش‌هایی از صحائف‌الاخبار منجم‌باشی و ادوارد فون زامباور، سکه‌شناس اتریشی، بخش دیگر کتاب لارستان کهن است. شرح تسخیر لار که اقتداری آن را از کتاب عالم‌آرای عباسی نوشتهٔ اسکندر بیگ منشی استخراج کرده‌است در صفحات بعدی قرار دارد. در این نوشته، اشاره‌ای نیز به سلسله‌حکام محلی لار شده‌است. چگونگی اخراج پرتغالی‌ها از جزیرهٔ هرمز و نقش حکام لار در آن ماجرا، از کتاب خلیج فارس نوشتهٔ آرنولد ویلسون نقل شده‌است. اقتداری بر این مقاله حاشیه‌نویسی کرده و در آن از نقش نظامیان لارستانی در بازپس‌گیری هرمز سخن گفته‌است. با این حال او برای این ادعا به هیچ منبعی استناد نمی‌کند. نقش مردم لار در قلع و قمع سپاه اشرف افغان که در حال فرار از دست نادرشاه بود، موضوع بخش بعدی کتاب لارستان کهن است که از تاریخ حزین، نوشتهٔ محمدعلی حزین لاهیجی اقتباس شده‌است. گزارش‌هایی از تاریخ گیتی‌گشا نوشتهٔ محمدصادق نامی که ناظر بر حوادث لارستان در دورهٔ کریم‌خان زند و کشمکش‌های او با نصیرخان لاری است، در ادامه آمده‌است. پس از آن اقتداری بخش‌هایی از سفرنامه‌های تاورنیه و شاردن که مربوط به لارستان بوده‌اند را نقل کرده و توضیحاتی هم بر آن‌ها افزوده‌است. شرحی که حسن حسینی فسایی دربارهٔ لار در فارس‌نامهٔ ناصری نوشته‌است در بخش بعدی لارستان کهن ارائه شده‌است و پس از آن نیز اقتداری یادداشت‌هایی در معرفی رجال و شاعران گذشتهٔ لارستان، به قلم محمدامین خنجی آورده‌است. در قسمت‌های انتهایی کتاب، مقالهٔ دیگری دربارهٔ سکهٔ لارین و مشخصات آن به قلم عبدالله عقیلی به چاپ رسیده‌است.

### کتاب دوم: فرهنگ لارستانی
فرهنگ لارستانی نخستین پژوهشی است که توسط پژوهشگری ایرانی و به زبان فارسی دربارهٔ این موضوع انجام شده‌است. هرچند پیش از آن حداقل پنج اثر مستقل توسط شرق‌شناسان خارجی در موضوع زبان لارستانی نگارش یافته بود. این کتاب دربرگیرندهٔ واژه‌ها و اصطلاحات گویش‌های مختلف زبان لارستانی است. اقتداری در این کتاب بیش از پنج هزار واژهٔ زبان لارستانی را در لهجهٔ گوناگون آن گردآورده و نکاتی را دربارهٔ دستور این زبان نگاشته‌است. ابراهیم پورداوود بر این کتاب مقدمه‌ای نوشته‌است که در صفحات ابتدایی کتاب چاپ شده‌است. صفحات ابتدایی این کتاب شامل واژه‌نامه‌ای است که واژه‌ها را به تفکیک حرف، معنا کرده‌است. این بخش، از صفحهٔ ۱ کتاب آغاز شده و تا صفحهٔ ۲۳۱ را دربرمی‌گیرد. پس از آن، نوشته‌هایی با عنوان «نکته‌های دستوری در لهجه‌های لارستان» قرار دارد که شامل نکاتی دربارهٔ صرف فعل، اسم، صفت و غیره در زبان لارستانی است و صفحات ۲۳۵ تا ۲۷۸ را شامل می‌شود. در صفحات پایانی فرهنگ لارستانی نیز نامه‌ای به لهجهٔ لاری درج شده‌است که در دوران زندیه نگارش یافته‌است.

## نقدها و بازخوردها
با وجود انتقاد اقتداری نسبت به شیوهٔ ضبط تلفظ نام مکان‌های جغرافیایی لارستان در منابع مورد استفاده‌اش، خود او نیز در برخی موارد از دقت بالایی برخوردار نبوده‌است. او در مواردی که از شیوهٔ ضبط تلفظ لاتین استفاده کرده‌است، مصوت‌های کوتاه و بلند را به جای هم استفاده کرده‌است. در مواردی نیز تلفظ‌های فارسی و انگلیسی ثبت‌شده، مغایرت دارند. اقتداری برای نگارش لارستان کهن، بیش از ۴۱ اثر اروپایی و ۵۹ اثر شرقی را مورد استفاده قرار داده‌است که این امر، نشان از اشتیاق او برای گردآوری و تدوین مطالب کتاب دارد. او فهرست این آثار را در صفحات ۴۸ تا ۵۳ کتاب لارستان کهن درج کرده‌است. سید محمدکاظم صحبت‌زاده، ترجمهٔ مدخل «لار» در دانشنامهٔ اسلام لیدن را مورد توجه قرار داده‌است و تلاش ولادیمیر مینورسکی برای تطبیق موقعیت جغرافیایی لار با محل وقوع افسانه‌های ساسانی را وجه تمایز این قسمت، از سایر بخش‌ها و مقاله‌های کتاب می‌داند. او همچنین حواشی اقتداری بر مقالهٔ مینورسکی را دارای توضیحات مفیدی می‌داند که به دریافت بهتر مطالب کمک می‌کند. او در مورد مقالهٔ «لارین» نوشتهٔ جان آلان نیز معتقد است که آلان با استناد به منابع مؤثق در مورد این سکه‌ها سخن می‌گوید و نام آن را برگرفته از نام شهر لار می‌داند. صحبت‌زاده رواج این سکه‌ها را نشان‌دهندهٔ اهمیت و اعتبار لار در گذشته می‌داند. او وصف لار در سفرنامهٔ ابن بطوطه و سکونت بزرگان صوفیه در آن‌جا را بیانگر تسامح و هم‌زیستی پیروان دو مذهب شیعه و سنی می‌داند که تا دوران حاضر نیز به همان گونه ادامه داشته‌است. سید صادق سجادی لارستان کهن را در زمرهٔ اولین آثاری در قرن جدید می‌داند که می‌توان آن‌ها را تاریخ محلی خطاب کرد. از سوی دیگر و به عقیدهٔ سید محمدکاظم صحبت‌زاده، لارستان کهن دقت یک اثر تاریخی را ندارد و عدم ذکر شمارهٔ صفحات و مشخصات کامل مآخذ مطالبی که در کتاب آمده‌است، کار را برای مراجعه به اصل آثار دشوار می‌کند. همچنین با توجه به تغییرات تقسیمات جغرافیایی در طول سال‌ها، بخش‌هایی از کتاب که به معرفی آبادی‌های مرتبط با حوزهٔ لارستان می‌پردازد نیاز به بازنگری دارد. صحبت‌زاده معتقد است که اگر هدف کتاب از ابتدا، گردآوری مطالبی بوده که دربارهٔ لار نوشته شده‌است، در چاپ دوم کتاب که سی و هفت سال پس از چاپ نخست انجام شده، باید مطالب بیشتری به آن ضمیمه می‌شد. او با این حال ارزش کتاب اقتداری را «پیشگامی در ترسیم چهرهٔ شهری که در گذر زمان فراموش شده‌است» می‌داند. او لارستان کهن را در صورت توانایی در آشنا کردن مخاطب با تاریخ لارستان، دستاوردی مهم و درخور ستایش عنوان می‌کند.
ایرج افشار مقدمهٔ ابراهیم پورداوود بر فرهنگ لارستانی را «دلپذیر و اساسی» توصیف می‌کند. خود پورداوود نیز در همان مقدمه، فرهنگ لارستانی را کتابی بسیار مهم برای تحقیقات زبان‌شناسی توصیف می‌کند. این کتاب به سرعت شهرت یافت و مورد استناد و استفادهٔ محققان روسی، آلمانی و فرانسوی قرار گرفت. همچنین کتاب مطالعات لارستانی که توسط کوجی کامیوکا و مینورو یامادا با موضوع لغت‌نامهٔ لارستانی به فارسی و انگلیسی، به سال ۱۳۵۸ در توکیو به چاپ رسیده‌است، الگوگرفته از فرهنگ لارستانی است که با مبنایی علمی‌تر تدوین شده‌است. یکی از نخستین بازخوردهای فرهنگ لارستانی، نامه‌ای بود که اقتداری از یکی از اهالی فیشور به نام نظام سلیمانی دریافت کرد. این نامه که چند ماه پس از انتشار کتاب در سال ۱۳۳۴ ه‍.ش و از بیروت فرستاده شده بود، متنی به لهجهٔ فیشوری با الفبای فارسی و نیز مقداری از کلمات و اصطلاحات آن لهجه را شامل می‌شد. اقتداری بعدها مقدمه‌ای بر آن نامه نوشت و آن را در سال ۱۳۴۲ ه‍. ش، با عنوان «لهجهٔ فیشوری» در مجلهٔ فرهنگ ایران‌زمین به چاپ رساند. محمدباقر وثوقی، استاد تاریخ دانشگاه تهران، کتاب فرهنگ لارستانی را به دلیل رعایت اصالت واژه‌ها و گستردگی لغات مندرج، «کامل‌ترین واژه‌نامهٔ لاری» توصیف می‌کند.

## توضیحات
1. ↑  Jean Aubin
2. ↑  سکه‌ای نقره‌ای که در سده‌های شانزدهم و هفدهم میلادی در خلیج فارس و اقیانوس هند رواج داشته‌است.[۲۸]
3. ↑  John Allan
4. ↑  Aleksandr Romaskevič
5. ↑  Eduard von Zambaur
6. ↑  The Persian Gulf